# Eugène Flachat
Eugène Flachat (Paris, 1802 — Arcachon, 16 de junho de 1873) foi um engenheiro francês.
Como engenheiro chefe da companhia ferroviária Paris–St. Germain, participou da construção da primeira linha férrea francesa operada com locomotivas a vapor, ligando Paria a Le Pecq, inaugurada em 28 de agosto de 1837. Em seguida participou da construção da linha Paris-Rouen, em 1840–1842. Também participou da construção das duas primeiras estações ferroviárias parisienses, a Gare de l'Ouest - Rive droite (atualmente Gare Saint-Lazare) e a Gare de l'Ouest - Rive droite (atualmente Gare Montparnasse).
Foi depois diretor da companhia ferroviária Compagnie des chemins de fer de l'Ouest. Muitas de suas ideias foram realizadas somente bem mais tarde. Ele planejou por exemplo um túnel pelos Alpes e um metrô entre a Gare de l'Est e o Quartier des Halles.
É um dos 72 nomes perpetuados na Torre Eiffel.

## Publicações selecionadas
- Stéphane Mony, Eugène Flachat, Jules Petiet et Félix Tourneux, Chemin de fer de Paris à Meaux, étude du tracé direct, 1841, Mathias.
- Eugène Flachat, Considération sur l'utilité de comprendre le prolongement de Metz à Sarrebrück dans le tracé général du chemin de fer de l'Est, 1844, Mme de Lacombe.
- Eugène Flachat, Traité de la fabrication de la fonte et du fer, 1846, .....
- Louis Le Chatelier, Eugène Flachat, Jules Petiet et Camille Polonceau, Guide du mécanicien-constructeur et conducteur de machines locomotives, 1851, Paul Dupont.
- Eugène Flachat, La Batellerie et le Chemin de fer, 1855.
- Eugène Flachat, La Traversée des Alpes par Chemin de fer, 1862.
- Eugène Flachat, ..., Rapport sur le canal du Rhône au Rhin, 1865, ...
- Eugène Flachat, ..., Mémoire sur les travaux de l'isthme de Suez, 1865, ...
- Eugène Flachat, Navigation à vapeur transocéanienne, 1866, ..........
- Léon Malo, Notice sur Eugène Flachat, 1873, Société des Ingénieurs Civils.
- Henri Mathieu, Eugène Flachat 1851-1853 (travaux exécutés par E. Flachat au chemin de fer de Paris à Saint-Germain de 1851 à 1855), 1873, chez l'auteur.
- Guide du mécanicien constructeur et conducteur de machines locomotives (LECHATELIER, FLACHAT, PETIET et POLONCEAU)
- Traité de la fabrication de la fonte et du fer (E. Flachat, A. Barrault, J. Petiet) en 1846